# 2006년 전주국제영화제
제7회 전주국제영화제는 2006년 4월에 개최된 영화제이다. 한국소리문화의 전당, 메가박스, CGV전주, 프리머스전주, 전주시네마, 아카데미아트홀, 전북대문화관, 고사에서 개최되었으며 사회자는 조재현이다.

## 수상 및 후보

### 우석상
- 방랑자 - 드니 코테 수상

### 우석상 - 특별언급
- 전장의 미소 - 매그너스 베즈마 수상
- 카트 끄는 남자 - 라민 바흐러니 수상

### JIFF 최고인기상
- 비르와 자라 - 야시 초프라 수상

### JJ-Star상
- 북쪽에서 온 이야기 - 우루퐁 락사사드 수상

### JJ-Star상 - 특별언급
- 하얀 암낙타 - 자비에 크리스티앙 수상
- 뉴욕에서 11,000키로미터 - 오즈 샤리포브 수상

### 관객평론가상
- 쇼킹 패밀리 - 경순 수상

### CGV 한국장편영화 개봉 지원상
- 사이에서 - 이창재 수상

### 디지털 삼인삼색
- 12시간 20분 - 펜엑 라타나루앙
- 휴일 없는 삶 - 에릭 쿠
- 어바웃 러브 - 다레잔 오미르바예프

### 월드 시네마스케이프
- 밥아지즈 - 나세르 케미르
- 혼몽 - 츠카모토 신야
- 어둠 속의 심장박동 - 나가사키 슌이치
- 랑페르 - 다니스 타노비치
- 마스터즈 오브 호러 - 홈 커밍 - 죠 단테
- 곤충의 집 - 구로사와 기요시
- 모래의 집 - 엔드루차 와딩턴
- 침대에서 - 마티아스 비제
- 마법의 거울 - 마뇰 드 올리베이라
- 미세스 - 제제 타카히사
- 나인 라이브스 - 로드리고 가르시아
- 내가 꿈꾸던 삶은 이런 게 아니었어 - 미첼 피콜리
- 검은 밤, 1961년 10월 17일 - 알랭 타스마
- 퍼펙트 커플 - 스와 노부히로
- 지진 속의 피아노 조율사 - 스티븐 퀘이 외
- 폴리스 비트 - 로빈슨 드버

### 농부의 초상
- 레이몽 드파르동
- 달콤한 열여섯 - 리처드 글랫저
- 평범한 연인들 - 필립 가렐
- 카뮈 따윈 몰라 - 야나기마치 미츠오
- 키메라 - 에릭 로샤
- 황금니 - 다니엘 로드리게즈
- 해피 엔딩으로 끝나는 슬픈 이야기 - 레지나 페소아
- 제분기 - 우메쉬 쿨카르니
- 아시아의 유령 - 아피찻퐁 위라세타쿤
- 나의 아버지는 100살 - 가이 매딘
- 배중률 - 중간 배척의 원리 - 뤼시앙 핀틸리
- 뉴욕에서 11,000키로미터 - 오즈 샤리포브
- 사랑을 담아 베이루트로부터 - 바엘 누레딘
- 최선을 꿈꾸며 - 라에드 알 헤루
- 콘크리트 컨스트럭션 - 요리스 이벤스
- 두오로 강의 노동자들 - 마뇰 드 올리베이라
- 척박한 땅 - 필립 마체브스키
- 미지의 땅 - 피터 폴카트
- 해머와 불꽃 - 본 필리키안
- 노동자의 죽음 - 마이클 글라보게르

### 영화보다 낯선
- 원 웨이 부기우기 - 27년 후 - 제임스 베닝
- 여정들 - 존 조스트
- 평행 공간 - 인터-뷰 - 피터 체르카스키
- 러브 필름 - 피터 체르카스키
- 홀리데이 필름 - 피터 체르카스키
- 백지 상태 - 피터 체르카스키
- 드림 워크 - 피터 체르카스키
- 프리즈 프레임 - 피터 체르카스키
- 켈림바 - 피터 체르카스키
- 해피-앤드 - 피터 체르카스키
- 숏 - 카운터숏 - 피터 체르카스키
- 매뉴프랙쳐 - 피터 체르카스키
- 모션 픽쳐 - 피터 체르카스키
- 도착 - 피터 체르카스키
- 외부 공간 - 피터 체르카스키
- 빛과 사운드 장치를 위한 입문 - 피터 체르카스키
- 슈투르티 - 마이클 스노우
- 밀고자들은 내버려둬 - 켄 제이콥스
- 루비 스킨 - 이브 헬러
- 그리피스 영화의 구조에 관하여 - 하룬 파로키
- 인-포메이션 - 하룬 파로키
- 키스 - 안트제 에만
- 팬 - 요한 루프
- 쉐이프 쉬프트 - 스콧 스탁
- 사이트 스페시픽 - 라스베가스 05 - 올리보 바르비에리
- 사이트 스페시픽 - 로마 04 - 올리보 바르비에리
- 사이트 스페시픽 - 상하이 04 - 올리보 바르비에리
- 스페이스 - 사시트 사타라사트

### 시네마페스트 영화궁전
- 천리주단기 - 장이머우
- 배드 뉴스 베어즈 - 리처드 링클레이터
- 우크라이나에서 온 편지 - 리브 슈라이버
- 내 동생은 강아지 - 피터 팀
- 비바 쿠바 - 후안 카를로스 크레마타 말베르티
- 스무살이 되기 전 - 매튜 탕
- 뿌리 - 파벨 룽긴
- 하바나 블루스 - 베니토 잠브라노
- 자매들 - 줄리아 솔로모노프
- 스키 점핑 페어 - 2006 토리노로 가는 길 - 고바야시 마사키
- 리브 앤 비컴 - 라두 미하일레아누
- 비르와 자라 - 야시 초프라
- 뜨거운 양철 지붕 위의 고양이 - 리처드 브룩스
- 욕망이라는 이름의 전차 - 엘리아 카잔
- 겟어웨이 - 샘 페킨파

### 시네마페스트 불면의 밤
- 20 센티미터 - 라몬 살라자르
- 브라더스 오브 더 헤드 - 키스 펄튼 외
- 하바나 블루스 - 베니토 잠브라노
- 광기 - 얀 슈반크마이에르
- 란포지옥 - 짓소지 아키오
- 스테레오 - 데이빗 크로넨버그
- 미래의 범죄 - 데이빗 크로넨버그
- 브루드 - 데이빗 크로넨버그
- 스캐너스 - 데이빗 크로넨버그

### 시네마페스트 야외상영
- 광식이 동생 광태 - 김현석
- 메종 드 히미코 - 이누도 잇신

### 방과후 옥상
- 이석훈
- 이니셜 D - 극장판 - 유위강
- 야수와 미녀 - 이계벽
- 사랑해, 말순씨 - 박흥식
- 올리버 트위스트 - 로만 폴란스키

### 시네마스케이프 로컬 시네마 전주
- 헬프 미 - 김문흠
- 홍시 - 장미경
- 가수 요제피나 - 혹은 쥐의 일족 - 함경록
- 장마 - 함경록
- 나의 가족 - 진영기

### 인디비젼
- 방랑자 - 드니 코테
- 가족(영어판) - 루이즈 아샹보
- 달에 처음 간 사나이 - 알렉세이 페도르첸코
- 시선 - 세피데 파르시
- 존과 제인 - 아심 아흘루왈리야
- 마데이누사 - 클로디아 로사
- 카트 끄는 남자 - 라민 바흐러니
- 뮤추얼 어프리시에이션 - 앤드류 부자스키
- 아름다운 천연 - 츠보카와 타쿠시
- 마음의 감옥 - 알레호 모귈란스키 외
- 전장의 미소 - 매그너스 베즈마
- 행복 - 보단 슬라마

### 디지털스펙트럼
- 연애의 기술 - 칸 루메
- 컴배트 - 파트릭 카펜티에
- 천상고원 - 김응수
- 헤르미나필드의 망령 - 피터 할라즈
- 나는 진실하다 - 크리스티앙 베르베
- 긴 그림자 - 존 조스트
- 마사지사 - 브릴얀테 멘도사
- 노 플레이스 노웨어 - 호세 루이스 토레스 레이바
- 세상 끝에서의 고독 - 카를로스 카사스
- 북쪽에서 온 이야기 - 우루퐁 락사사드
- 타이페이 4웨이 - C. 제이 시 외
- 하얀 암낙타 - 자비에 크리스티앙

### 한국영화의 흐름
- 2006년 1월 - 여행일기 - 김계중
- 그녀의 서른번째 생일 - 박지원
- 내부순환선 - 조은희
- 생산적 활동 - 오점균
- 쇼킹 패밀리 - 이경순
- 세 번째 시선 - 정윤철 외
- 코마 - 공수창 외
- 거지 포핀 - 김은정 외
- 꿈도깨비 - 이영석
- 나의 작은 인형상자 - 정유미
- 더 스트레인져 - 하상목
- 로스트 앤 파운드 - 신영재
- 블릿 - 김태광
- 사는 것, 산다는 것, 살아간다는 것 - 류진호
- 엄마하고 나하고 - 이효정
- 체임버 - 유석현

### 한국영화: 쇼케이스
- 내 생애 가장 아름다운 일주일 - 민규동
- 로망스 - 문승욱
- 사랑니 - 정지우
- 마법사들 - 송일곤
- 오로라 공주 - 방은진

### 한국단편의 선택: 비평가주간
- 창문 너머 별 - 원
- 이슬 후 - 엄상미
- 난년이 - 전선영
- 골리앗의 구조 - 김경만
- 우리 모두가 구본주다 - 태준식
- 정당정치의 역습 - 김곡
- 아버지 어금니 꽉 깨무세요 - 최원석
- 온실 - 김아론
- 마스크 속, 은밀한 자부심 - 노덕
- 쾌락 원칙을 넘어서 - 소상민
- 우연한 열정으로 노래 부르다보면 - 권지영
- 고백 - 도내리
- 소설가의 피임 - 한재웅
- 참! 잘했어요 - 정다미
- 가희와 BH - 신동석
- 서울 발라드 - 이학수
- 머리 위에 숯불 - 조형찬
- 누구나 그렇다는 - 윤강로

### 특별상영
- 설국 - 이시모토 토키치
- 하늘의 소년병 - 이병우
- 기지의 아이들 - 카메이 후미오
- 조선의 아이들 - 교고쿠 타카히데 외
- 두 이름을 가진 남자 - 다나카 후미히토

### 전주소니마주
- 미친 한 페이지 - 기누가사 데이토스케

### 단편영화 제작지원
- 낯선 오후 - 윤서현 수상
- 골칫거리 - 장희민 수상
- 음부 그리기 - 김정태 수상
- 소원을 들어주는 괴물 - 박진영 수상
- 농구소년, 우로 - 진영기 수상

### 스페셜 포커스 - 특별전
- 안드레이 루블레프 - 안드레이 타르코프스키
- 아샤의 이야기 - 안드레이 콘찰로프스키
- 나는 스무살 - 마를렌 후치예프
- 체크포인트 - 알렉세이 게르만
- 기나긴 이별 - 키라 무라토바
- 목마른 자를 위한 샘 - 유리 일롄코
- 우크라이나 랩소디 - 세르게이 파라자노프
- 노래하는 검은 새가 있었네 - 오타르 이오셀리아니
- 참회 - 텐기즈 아불라제
- 장례식 - 블랏 만수로프

### 스페셜 포커스 - 회고전
- 시민 - 리트윅 가탁
- 감상적 오류 - 리트윅 가탁
- 구름에 가린 별 - 리트윅 가탁
- 사랑스러운 간다르 - 리트윅 가탁
- 강 - 리트윅 가탁
- 티타시라 불리는 강 - 리트윅 가탁
- 추론, 토론 그리고 이야기 - 리트윅 가탁